# Léon Bouffard
Pour les articles homonymes, voir Bouffard.
Léon Bouffard, né le 24 juin 1893 à Genève, décédé le 23 juillet 1981 à Genève, était un athlète puis dirigeant de basket-ball suisse.

## Biographie
Ancien champion de Suisse de saut à la perche, il est le fondateur, en 1929, de la Fédération de Suisse de basket-ball dont il devient le président. Puis, en 1932, il est le cofondateur de la FIBA dont il assure le rôle de président de 1932 à 1948.
Sous sa présidence, il organise à Genève les championnats d'Europe 1935, première édition des championnats d'Europe, et les championnats d'Europe 1946. En 1948, il est nommé président honoraire de la FIBA.
En 2007, il est nommé en tant que contributeur au « Hall of Fame » de la FIBA.

## Palmarès
- Champion de Suisse 1914 de saut à la perche.